# Canada Border Services Agency
Il Canada Border Services Agency (CBSA) (in francese Agence des services frontaliers du Canada, ASFC; in lingua italiana: Agenzia Canadese dei Servizi Transfrontalieri) è l'agenzia federale canadese deputata ai controlli doganali e delle frontiere e alle politiche migratorie.

## Storia

### Prima del 2004
Prima del 2004, la gestione delle frontiere canadesi era delegata alle seguenti agenzie:
- Canada Customs and Revenue Agency
- Citizenship and Immigration Canada
- Canadian Food Inspection Agency

Dagli attacchi dell'11 settembre contro gli Stati Uniti, le operazioni alle frontiere del Canada hanno posto una nuova enfasi drammatica sulla sicurezza nazionale e la sicurezza pubblica. Un'assemblea tra USA e Canada, creata da John Manley e Tom Ridge, ex segretario per la sicurezza interna del Department of Homeland Security (Ministero degli Interni), ha fornito gli obiettivi di cooperazione tra le operazioni di frontiera canadesi e americane.

### Formazione del Canada Border Services Agency
L'agenzia venne fondata il 12 dicembre 2003 ed è un'unione tra le precedenti Canada Customs, Department of Citizenship and Immigration Canada e Canadian Food Inspection Agency.
La CBSA è stata creata nel tentativo di affrontare i problemi rilevati, tra cui l'incapacità di condividere alcune informazioni di sicurezza e le carenze nella comunicazione inter-agenzie.
Il 6 luglio 2010, è stato concesso alla CBSA il proprio stemma. La cerimonia di inaugurazione è stata l'ultima funzione alla quale ha  partecipato Sua Maestà la Regina Elisabetta II nella sua visita al Canada nel 2010. Alla cerimonia hanno partecipato anche il governatore generale Michaëlle Jean e il primo ministro Stephen Harper.

## Struttura
La CBSA gestisce circa 1.200 punti di assistenza in tutto il Canada, e 39 in altri paesi. Impiega oltre 12.000 dipendenti pubblici, e vigila su 119 valichi di frontiera terrestri e tredici aeroporti internazionali, oltre a tre grandi porti marittimi e tre centri di posta. Inoltre gestisce strutture di detenzione a Laval, Toronto, Kingston e Vancouver.